# Interpresse
Interpresse war ein dänischer Comicverlag.
Der Verlag wurde 1954 von Arne Stenby und Armas Morby gegründet. Ab 1961 bezog man ein Verlagshaus in Kopenhagens Vorort Bagsværd. Zu den Comic-Zeitschriftenserien gehören Phantom, Wild West, Serie Magasinet, Lassie, Agent X9, Basserne, Akim, Woody Woodpecker und diverse Marvel Comics. Als Albenserien veröffentlichte man Lucky Luke, Clever & Smart, Franka, Spirou und Fantasio, Valhalla, Calvin und Hobbes, Prinz Eisenherz, Andy Morgan, Mick Tanguy, Agent 327, Jerry Spring uvm.
Ab 1991 wurden die Albenserien an Bonnier verkauft, die verbliebenen Heftserien gingen 1997 an die Egmont Foundation.